# Гольдкронах
Гольдкронах (нем. Goldkronach) — город и городская община в Германии, в Республике Бавария.
Подчинён административному округу Верхняя Франкония. Входит в состав района Байройт. Население составляет 3630 человек (на 31 декабря 2010 года). Занимает площадь 23,24 км². Официальный код — 09 4 72 143. Местные регистрационные номера транспортных средств (коды автомобильных номеров) (нем. Kraftfahrzeugkennzeichen) — BT.
Община подразделяется на 26 городских районов.

## Население

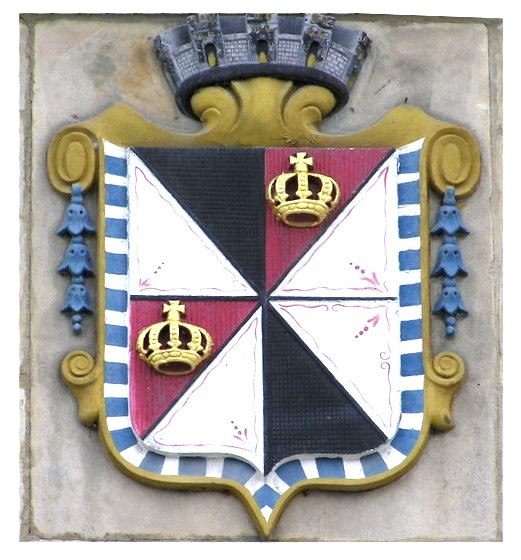
Ратуша

По оценке на 31 декабря 2015 года население общины Гольдкронах составляет 3536 чел. 

| Дата      | 1840 | 1871 | 1900 | 1925 | 1939 | 1950 | 1961 | 1970 | 1987 | 2011 |
| --------- | ---- | ---- | ---- | ---- | ---- | ---- | ---- | ---- | ---- | ---- |
| Население | 2748 | 2807 | 2474 | 2588 | 2512 | 3214 | 2945 | 2935 | 2903 | 3582 |

| Год       | 1960 | 1970 | 1980 | 1990 | 2000 | 2009 | 2010 | 2011 | 2012 | 2013 | 2014 | 2015 |
| --------- | ---- | ---- | ---- | ---- | ---- | ---- | ---- | ---- | ---- | ---- | ---- | ---- |
| Население | 2902 | 2908 | 2979 | 3036 | 3674 | 3650 | 3630 | 3578 | 3612 | 3591 | 3588 | 3536 |

## Известные уроженцы
- Райценштайн, Сигизмунд фон (1766—1847) — немецкий политик и дипломат.